# Jaulnay
Jaulnay ist eine französische Gemeinde mit 244 Einwohnern (Stand: 1. Januar 2022) im Département Indre-et-Loire in der Region Centre-Val de Loire; sie gehört zum Arrondissement Chinon und zum Kanton Sainte-Maure-de-Touraine. Die Einwohner werden Jaulnaysiens genannt.

## Geographie
Die Gemeinde Jaulnay liegt im Regionalen Naturpark Loire-Anjou-Touraine an der Grenze zum Département Vienne, etwa 30 Kilometer südwestlich von Chinon an der Veude. Nachbargemeinden von Jaulnay sind Razines im Nordwesten und Norden, Braslou im Norden und Nordosten, Luzé im Nordosten, Marigny-Marmande im Nordosten und Osten, Mondion im Osten und Südosten, Saint-Gervais-les-Trois-Clochers im Süden, Saint-Christophe im Südwesten sowie Faye-la-Vineuse im Westen.

## Bevölkerungsentwicklung
| Jahr                       | 1962 | 1968 | 1975 | 1982 | 1990 | 1999 | 2006 | 2013 | 2021 |
| Einwohner                  | 415  | 369  | 301  | 270  | 290  | 273  | 251  | 256  | 246  |
| Quellen: Cassini und INSEE |      |      |      |      |      |      |      |      |      |

## Sehenswürdigkeiten
- Kirche Saint-Gervais-et-Saint-Protais aus dem 15./16. Jahrhundert
- Festung Chillou, seit 1951 Monument historique mit dem Souterrain du château du Chillou

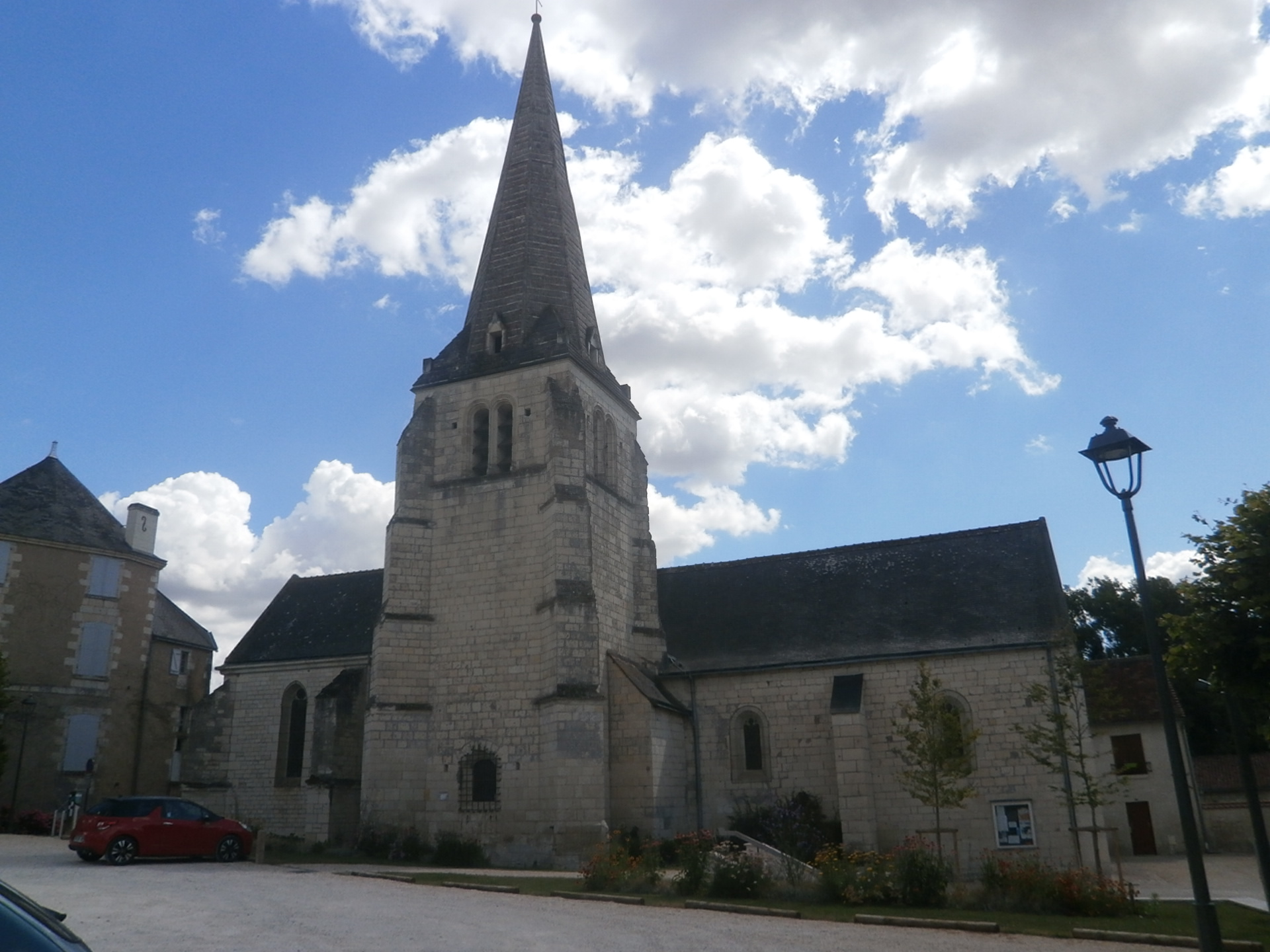
Kirche Saint-Gervais-et-Saint-Protais